# Huicholen

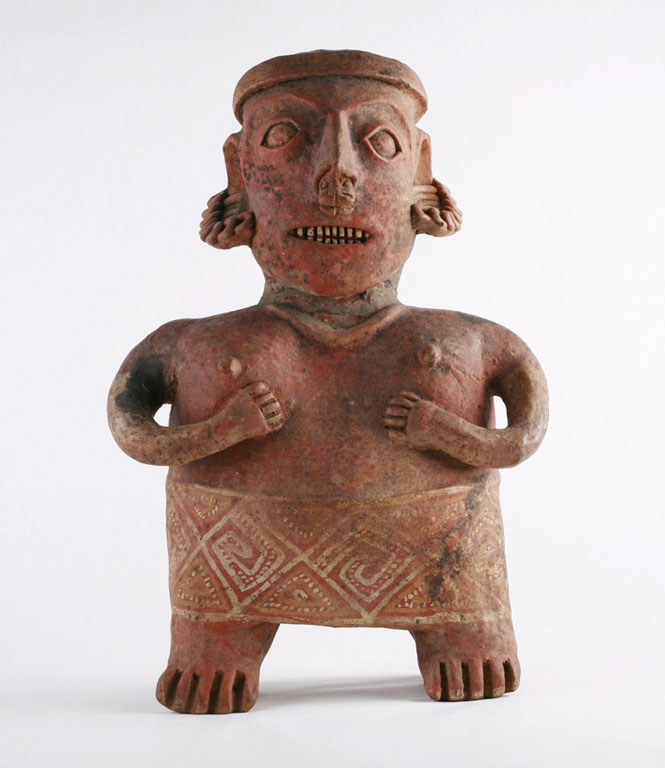
Eine Grabfigur aus Nayarit, The Children’s Museum of Indianapolis

Die Huicholen [wit͡ʃoːlən] (in der Huichol-Sprache Wirrá'ika, Plural: Wirrá'itari, in anderer Orthographie Wixaritari, das heißt „Heiler“, „Zauberer“) sind eine indigene mexikanische Ethnie mit etwa 15.000 bis 20.000 Angehörigen. Ihr Siedlungsgebiet liegt in der Sierra Madre Occidental im unwegsamen Berggelände des nordwestlichen Zentralmexiko vor allem in den Bundesstaaten Jalisco und Nayarit, zum kleineren Teil auch im Südosten von Durango und Zacatecas.

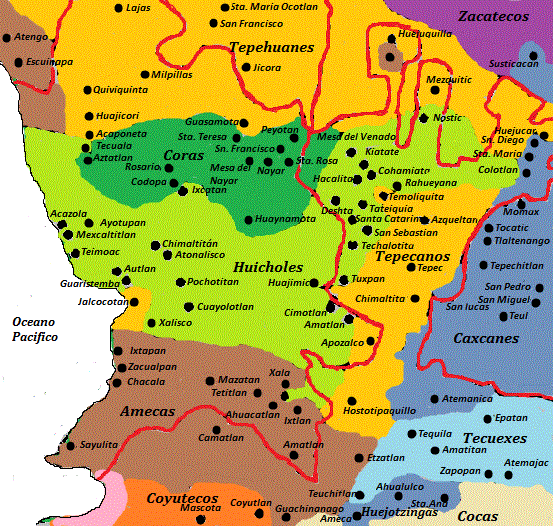
Karte des Gebietes von Nayarit vor der spanischen Conquista durch Nuño Beltrán de Guzmán mit den verschiedenen ethnischen Gruppen nach dem Historiker José Ramírez Flores

Die Huicholen leben sehr zurückgezogen als Bergbauern und Jäger in einem durch Schluchten und tief eingeschnittene Canyons äußerst unwegsamen und klimatisch abwechslungsreichen Teil der Sierra und sind dadurch einer der letzten von der Zivilisation wenig berührten Ureinwohnerstämme Mexikos. Je nach der Region, in der sie ansässig sind, sprechen die Huicholen verschiedene Dialekte der zu den uto-aztekischen Sprachen zählenden Huichol-Sprache (Wirrá), die am nächsten mit der Sprache der Cora, entfernter auch dem Pima, Yaqui, Tepehuano und Nahuatl verwandt ist. In ihr heutiges Siedlungsgebiet, in dem auch die Tepehuan beheimatet sind, zogen die Wirrárika vermutlich erst zur Zeit der spanischen Eroberung Mexikos, möglicherweise um entweder den Azteken oder anderen sie bedrängenden Stämmen, oder aber den spanischen Konquistadoren aus dem Weg zu gehen, ihre genaue Herkunft ist ungewiss.

## Lebensweise
Für ihren Lebensunterhalt betreiben die Wirrá'itari während der Regenperiode im Sommer einfache Landwirtschaft auf ihren verstreut gelegenen ranchos, die in kleinen Verbänden von einer bis etwa zwölf Familien bewohnt werden und an den weniger steilen Berghängen in ihrem Teil der Sierra liegen, die im trockenen Winter eher einer Wüste, im Sommer jedoch fast einem Dschungel gleicht. Das Land befindet sich in Gemeinschaftsbesitz und darf weder verpachtet noch verkauft werden. Jeder Erwachsene erhält circa 3000 Quadratmeter Grund zugeteilt. Der steinige Boden ist jedoch von minderer Qualität und bringt wenig Ertrag. Angebaut werden auf den Parzellen hauptsächlich blauer, roter, gelber oder weißer „heiliger“ Mais, Bohnen, Gurken, Kürbisse und Paprika. Das Unterholz wird durch Brandrodung beseitigt, die wichtigsten Werkzeuge zum Bestellen des Bodens sind Pflanzstöcke und einfache Pflüge. Die meisten Familien halten eine oder auch mehrere Kühe für die Milch- und Käsegewinnung und manchmal werden auch Schafe wegen der Wolle gehalten. Auch andere Haustiere wie Hühner oder Schweine werden gezüchtet, Fleisch wird jedoch eher selten gegessen, geschlachtet wird gewöhnlich nur während größerer religiöser Versammlungen. Einen organisierten Markt veranstalten die Huicholen nicht, allerdings tauschen sie Vieh untereinander oder verkaufen es zum Gelderwerb gelegentlich an Händler. Die Alltagskost besteht vor allem aus den genannten Feldfrüchten, in jüngerer Zeit auch aus zugekauftem Reis, ergänzt wird der Speiseplan durch Früchte aus Wildsammlung wie wilden Pflaumen (ciruelas) oder Guaven und Fischfang. Früher wurden auch Hirsche gejagt, doch diese sind inzwischen im Siedlungsraum der Huicholen kaum mehr anzutreffen, erst in allerjüngster Zeit konnten sich die Bestände dank der Bemühungen der Huicholen zur Wiederansiedlung etwas erholen. Für diese Bemühungen wurden die naturverbundenen Huicholen 1988 mit dem mexikanischen nationalen Preis für Ökologie ausgezeichnet. Armut oder relativer Reichtum der einzelnen Familien bemessen sich in der Menge an Vieh, das sie besitzen. Da die Landwirtschaft die eigenen Bedürfnisse oft nicht abzudecken vermag, müssen viele Huicholen saisonal auf den Tabak- und Zuckerrohrplantagen an der Küste arbeiten, wo sie häufig gravierende Vergiftungen durch Pestizide mit den resultierenden gesundheitlichen Schäden erleiden.
Im trockenen Winter sammeln sich die Huicholen in um Wasserlöcher (ojos de agua) oder in der Nähe von Wasserläufen angelegten Siedlungen mit Häusern aus getrocknetem, gelegentlich auch gebranntem Lehm und Holzbauten auf Stelzen. Diese Gemeindezentren bestehen neben öffentlichen Gebäuden aus den Häusern der Familien, die im Winter dorthin ziehen, manche haben auch eine Schule, eine Kirche oder ein Gefängnis, stets steht dort jedoch auch ein riviki oder caliwey (Tempel), in dem religiöse Zeremonien und Feiern abgehalten werden. Selbst größere Siedlungen umfassen oft nur wenige, ausgedehnte Großfamilien.

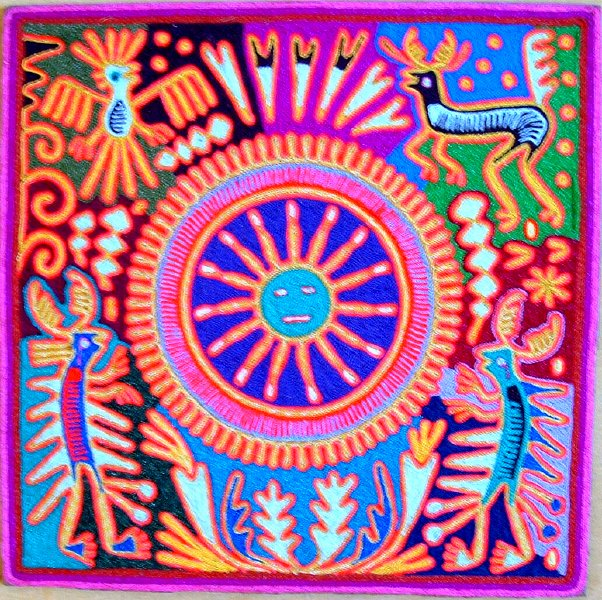
Religiös inspiriertes Fadenbild der Huicholen: in der Mitte die Sonne als zentrale Gottheit, darunter „Großvater Feuer“, in den Ecken drei Hirsche und ein Adler

In den vergangenen Jahrzehnten wurde der Stamm wiederholt von Anthropologen besucht, die seine Lebensweise und Kultur beobachteten und dokumentierten. In der westlichen Welt interessierte im Zuge der New-Age-Bewegung besonders der ursprüngliche Schamanismus des Stammes sowie in Kunstkreisen die farbenprächtigen traditionellen Fadenbilder, die von durch visionäre Träume inspirierten Stammesangehörigen aus gefärbten Wollfäden angefertigt werden, indem sie diese in figuralen und geometrischen Formen mit Wachs auf Holzbretter kleben. Die Handwerkskunst der Huicholen umfasst außerdem Weberei, Stickerei, Perlenarbeiten, Flechtarbeiten wie Sombreros, Jagdwaffen (Pfeil und Bogen), zeremonielle Gebetspfeile und cuchuries, das sind gewebte und häufig zusätzlich bestickte Taschen von großer Schönheit, die außer dem praktischen Nutzen auch religiöse Bedeutung haben. Selten trifft man einen Wirrárika ohne seine chuchurie an.

## Organisation des Gemeinwesens
Das Volk der Huicholen strebt nach Unabhängigkeit in seinem Gebiet, das in fünf autonome Regionen gegliedert ist. Gegenwärtig untersteht das Volk zwei Autoritätshierarchien. Die eine ist der mexikanischen Regierung verantwortlich und wird durch „Agentes Municipales“ ausgeübt, die in den größeren Siedlungen ihr Amt ausüben. Die zweite ist Wirrá'ika-intern, autonom und dezentral organisiert. Im letztgenannten System hat jede Huicholen-Region eine eigene, keiner höheren Instanz verpflichtete Regierung, die von je einer zivilen und einer religiösen Autorität geleitet wird. Die zivile Macht liegt in den Händen des totohuani, eines Statthalters, der die höchste legislative Autorität darstellt. Der totohuani wird jeweils für die Dauer eines Jahres bestimmt und fällt zusammen mit dem Richter Urteile bei etwaigen Konflikten. Der Capitano repräsentiert die exekutive Gewalt, ein „Amtsdiener“ überwacht die Durchführung von Strafen. Tötungsdelikte ausgenommen ist auch die Judikative der Huicholen autonom. Einmal jährlich wird eine von religiösen Zeremonien begleitete fiesta veranstaltet, bei der die Amtsträger ihr Mandat niederlegen und ihre Nachfolger selbst bestimmen. Die ehemaligen Statthalter und die Ältesten einer Gemeinde bilden gemeinsam einen Rat, welcher der aktuellen Regierung zur Seite steht. Die religiöse Autorität ist der moraakati, ein Medizinmann oder Schamane, der Verantwortung dafür trägt, die alten Traditionen und Bräuche vor dem Vergessen zu bewahren.

## Religion
Die Huicholen kennen keinen Begriff für „Gott“, doch nach ihren „öko-religiösen“ Lokalreligion verehren sie verschiedene Entitäten ihrer natürlichen Umwelt als gleichsam göttliche Wesen, die sie als Familienangehörige ansprechen. Über allen Wesen steht in ihrem Weltbild „Vater Sonne“, von ihm stammen ab die vier Untergottheiten Mais, Adler, Hirsch (Kayaumari) und Peyote. Weitere verehrte Wesen sind beispielsweise „Mutter Ozean“, „Großvater Feuer“ (Tatewari), „Großmutter Wachstum“ (Nacawe) oder „Großer Großvater Hirschschwanz“, wobei letzterer der Überlieferung nach der Medizinmann war, der sie in ihren heutigen Lebensraum führte.
Die Medizinmänner (Marakame) – die bei den Völkern der Sierra madre occidental berühmt sind – führen unter anderem Heilrituale durch, bei denen sie auch ihr umfangreiches phytotherapeutisches Wissen einsetzen, um geeignete Heilpflanzen zu verordnen. Die Huicholen haben eine Sondergenehmigung der mexikanischen Regierung, für rituelle Zwecke den wegen seiner psychotropen Inhaltsstoffe sonst verbotenen Peyote-Kaktus rituell zu nutzen. Es ist Tradition, dass eine Gruppe von Abgesandten jeder Region einmal jährlich gemeinsam eine Peregrination über 550 Kilometer in das Gebiet Wirikuta in San Luis Potosí unternimmt. Dort begann laut ihrer Legende alles Leben und dort in der Sierra de Catorce wächst der Peyotl. Der halluzinogene Kaktus wird unter anderem dazu eingesetzt, um Visionen zu empfangen, mit deren Hilfe der nächste moraakati bestimmt wird oder andere wichtige Entscheidungen getroffen werden. Seit 2025 gehören 20 Orte an der Pilgerroute zum UNESCO-Weltkulturerbe.
Die Huichol haben Marakame genannte Medizinmänner, die wegen ihrer Fähigkeiten und ihrer Macht bei den Völkern der Sierra madre occidental berühmt sind. Ihre Religion enthält fast die stärksten präkolumbianische Elemente.
Erst in jüngerer Zeit hat das Volk der Wirrárika auch Bruchstücke des Katholizismus adaptiert. Die erste Missionsstation entstand nach 1950 in San Andrés Coatmiata. Seit den Bibel-Übersetzungsarbeiten der US-Amerikaner Joe und Barbara Grimes in den 1950er Jahren und der ihnen nachfolgenden evangelikalen Missionare entstanden auch mehr und mehr Erweckungsgemeinden und Kirchenbauten im Stammesgebiet. Allerdings besaßen die für die Grimes tätigen Übersetzer einen recht bodenständigen Sinn für Humor, was zu vielen Fehlübersetzungen und richtiggehenden Witzen in der Wirrá-Bibel führte. Auch aus diesem Grund war der Bekehrungsprozess in vieler Hinsicht nicht gerade erfolgreich, die meisten Wirrá'itari haben ihren ursprünglichen Glauben bewahrt und sträuben sich gegen Veränderung.

## Gegenwart und Zukunft
Seit etwa 1960 entstanden im Siedlungsgebiet sowohl staatliche als auch kirchliche Schulen sowie eine private weiterführende Schule, was zu einer gewissen Spaltung zwischen gebildeten, „städtischen“ und ungebildeten „ländlichen“ Huicholen geführt hat. Eine zunehmende Spaltung besteht auch zwischen Konvertiten zum Christentum und den Anhängern der alten Religion, welche die Missionsarbeit gerade eben noch tolerieren.
Seit den 1990er Jahren wurden im Auftrag der mexikanischen Regierung vermehrt Straßen in das Wirrá'ika-Gebiet gebaut, was zu neuen Einflüssen führt, die das traditionelle Leben des Stammes zusehends schneller verändern. Esel, Maultiere und Pferde werden immer häufiger durch Kraftfahrzeuge ersetzt, welche einerseits Lebensmittel und Medikamente in größerer Menge in die Region transportieren können, andererseits aber auch Alkohol in Form von Bier und Spirituosen. Auch eingeschleppte Krankheiten, auf die das Immunsystem der Huicholen nicht vorbereitet ist, greifen zunehmend um sich. Ein weiteres zunehmendes Problem stellt die Unterernährung mit den damit verbundenen gesundheitlichen Folgen dar. Ein ungewöhnlich hoher Prozentsatz an Huicholen-Neugeborenen kommt mit körperlichen oder geistigen Behinderungen zur Welt, was eine Folge der Unterernährung sein könnte. Aufgrund der genannten Umwälzungen und Probleme ist es sehr ungewiss, wie lange die traditionelle Wirrárika-Gesellschaft noch überleben wird.

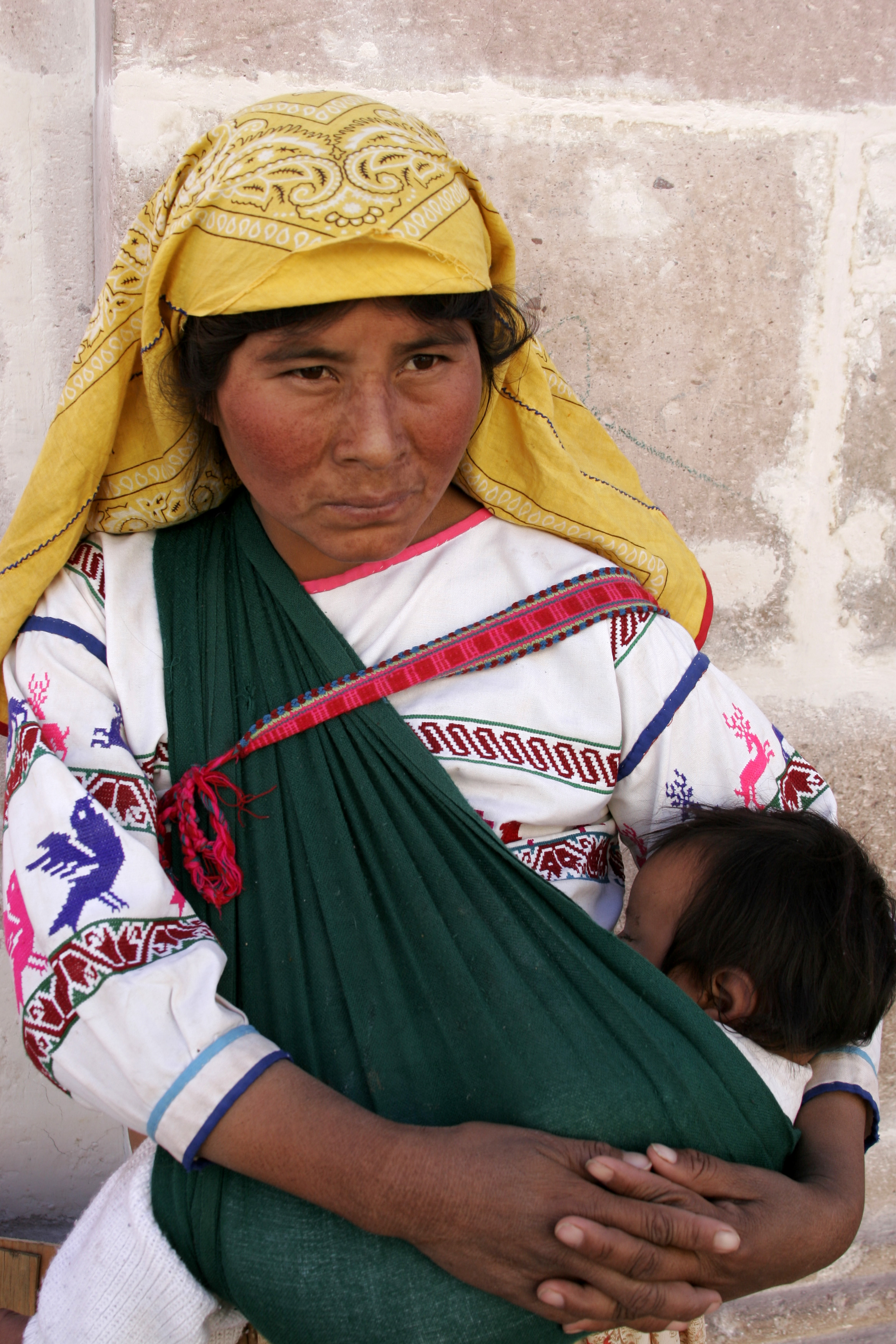
Porträt einer Huicholenfrau mit Kind

Seitdem die mexikanische Regierung im November 2009 22 Bergbaukonzessionen an kanadische Firmen für das Gebiet in San Luis Potosi vergeben hat, das den Huichol unter dem Namen Wirikuta als Pilgerstätte dient, ist deren traditionelle Peregrination in großer Gefahr.